# Bamra diplostigma
Bamra diplostigma là một loài bướm đêm trong họ Noctuidae.